# Kalanchoe synsepala
Kalanchoe synsepala är en fetbladsväxtart som beskrevs av John Gilbert Baker. Kalanchoe synsepala ingår i släktet Kalanchoe och familjen fetbladsväxter. Inga underarter finns listade i Catalogue of Life.

## Bildgalleri

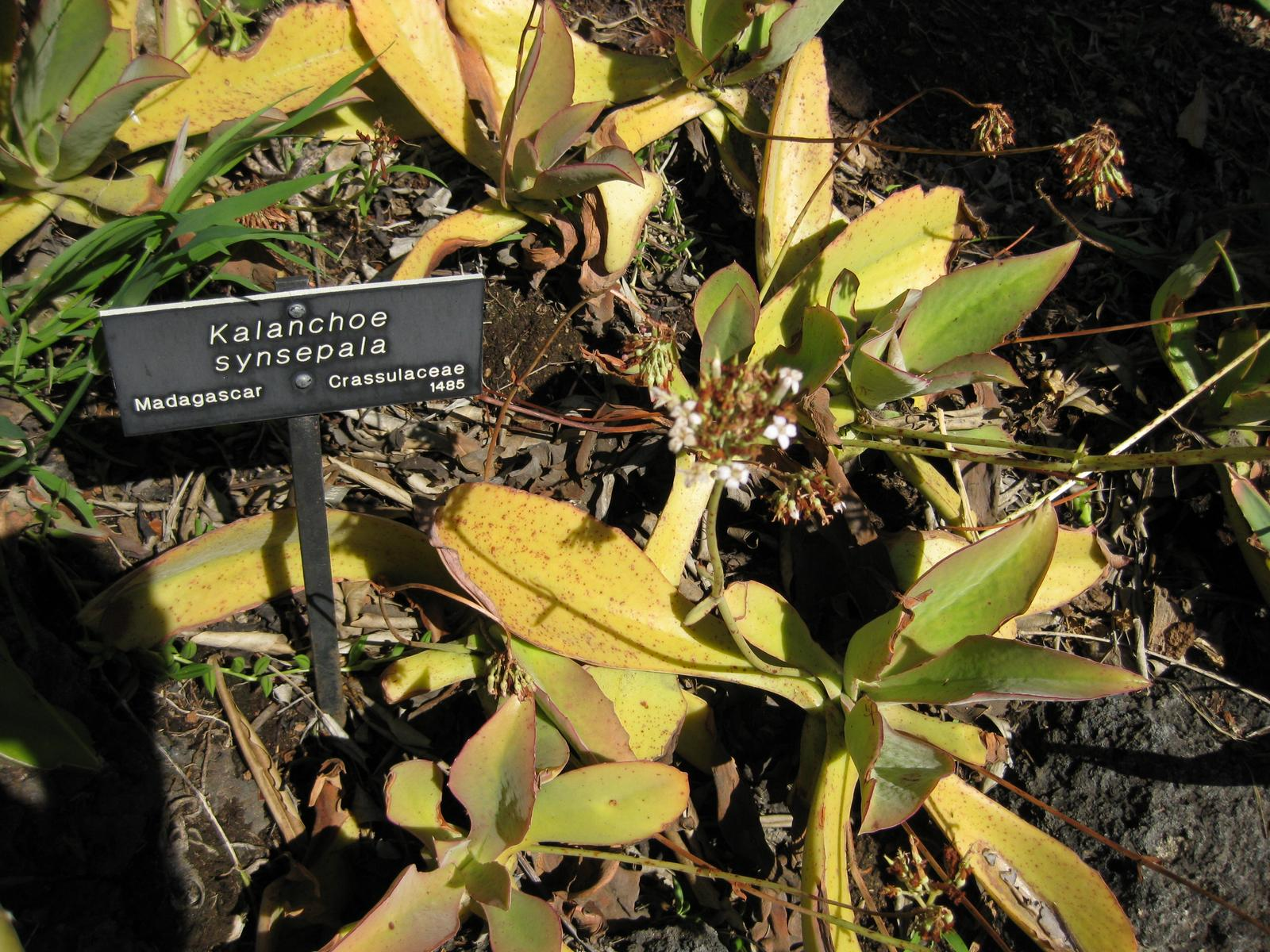
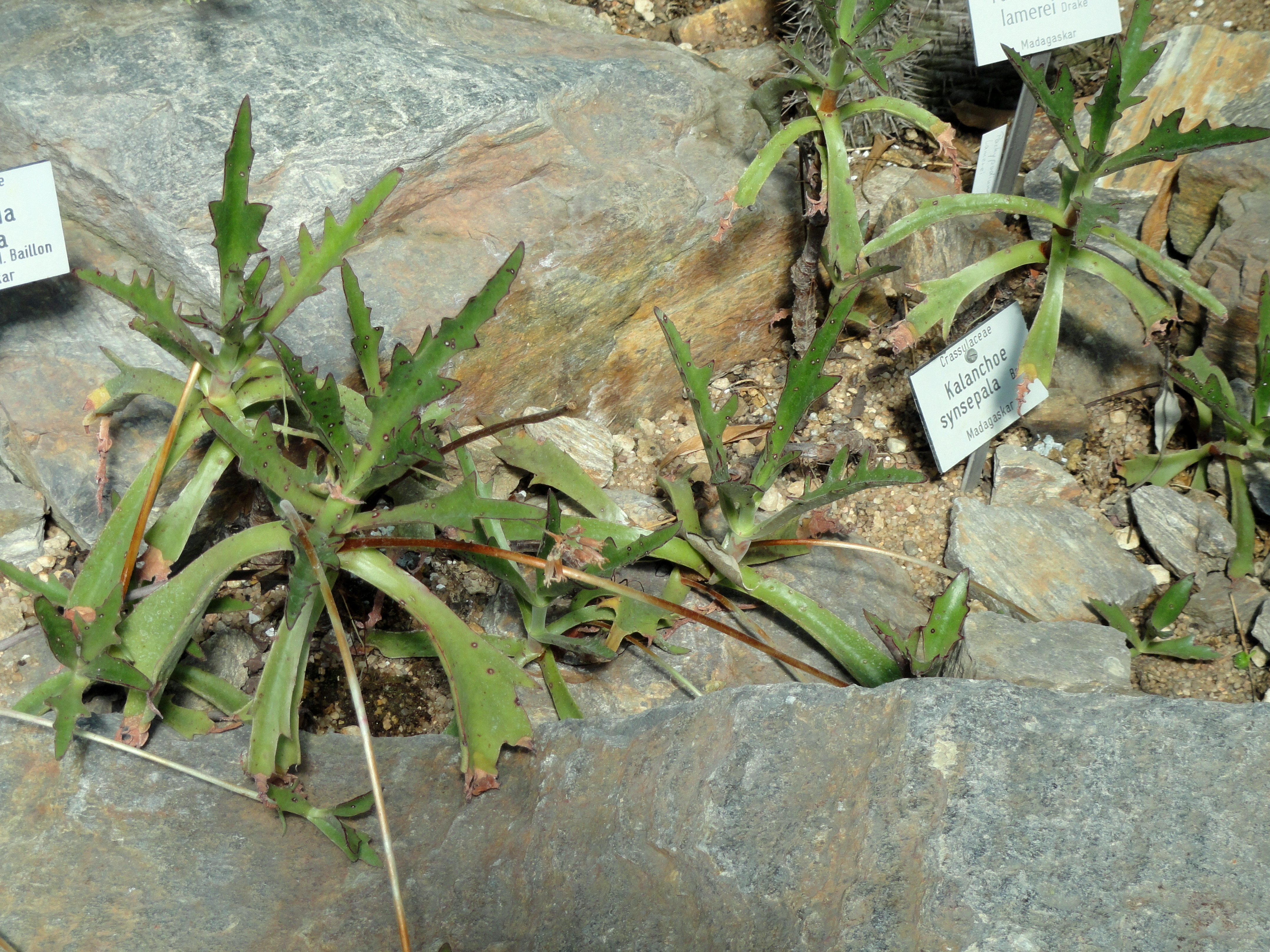
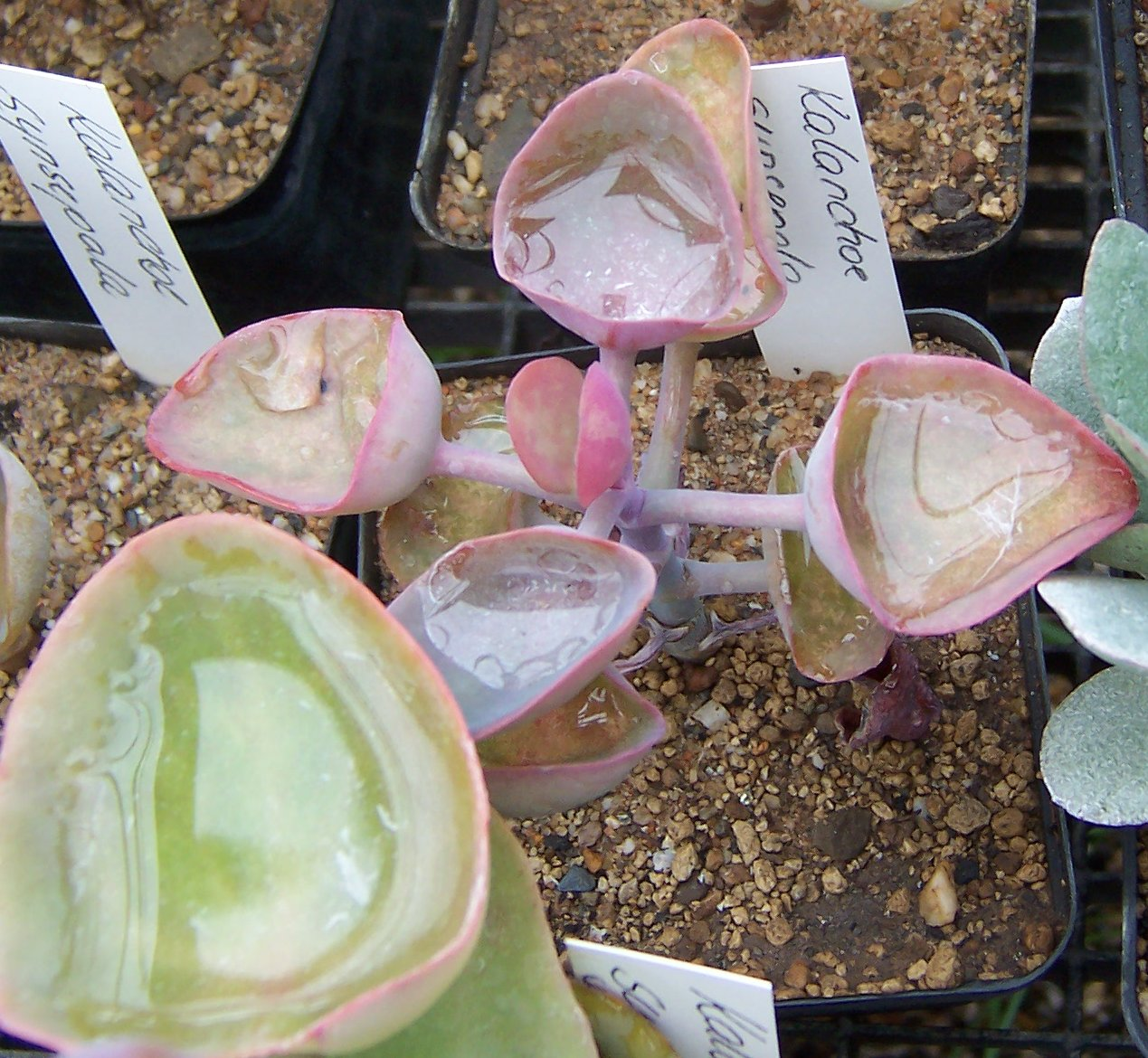
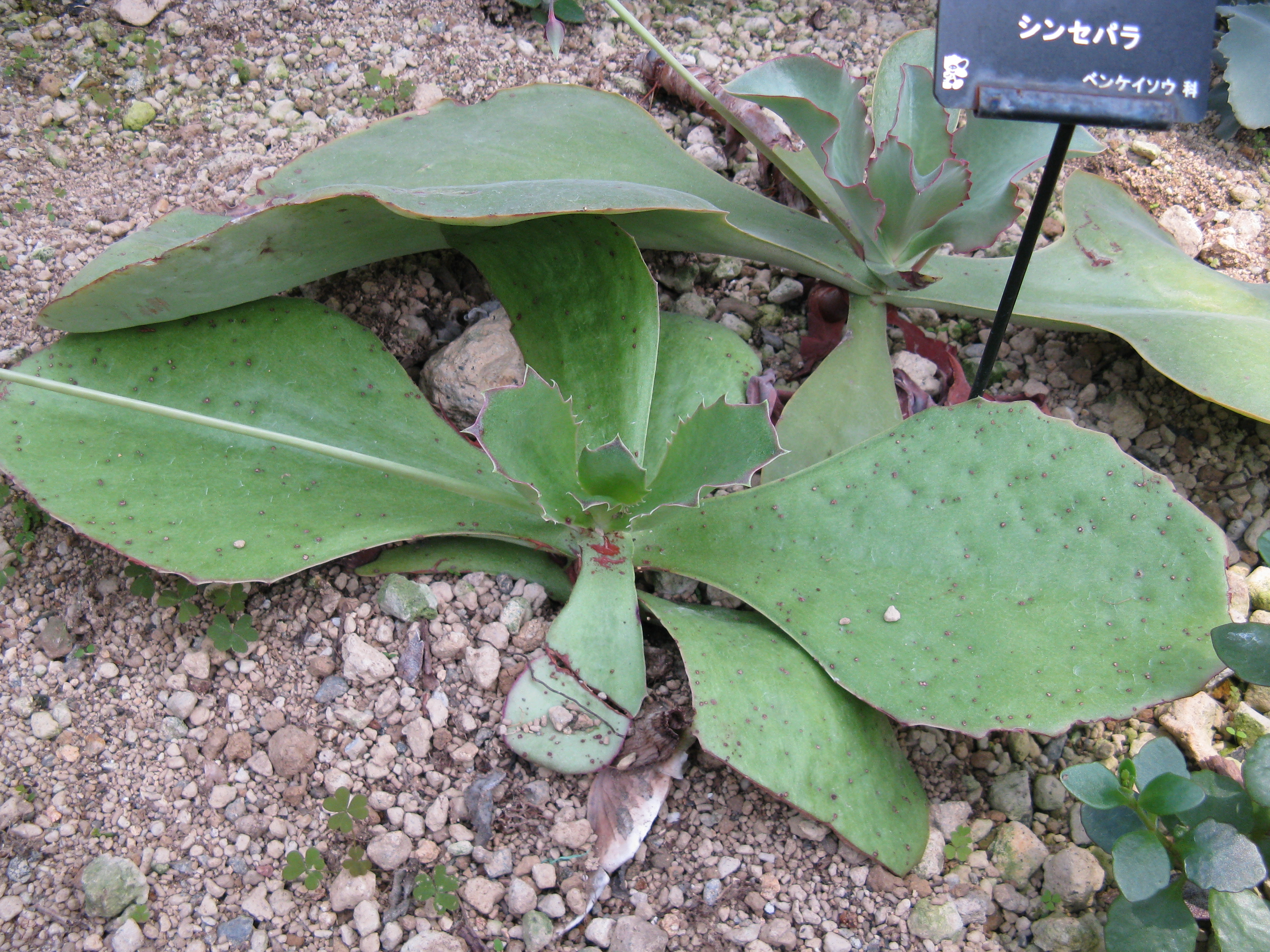
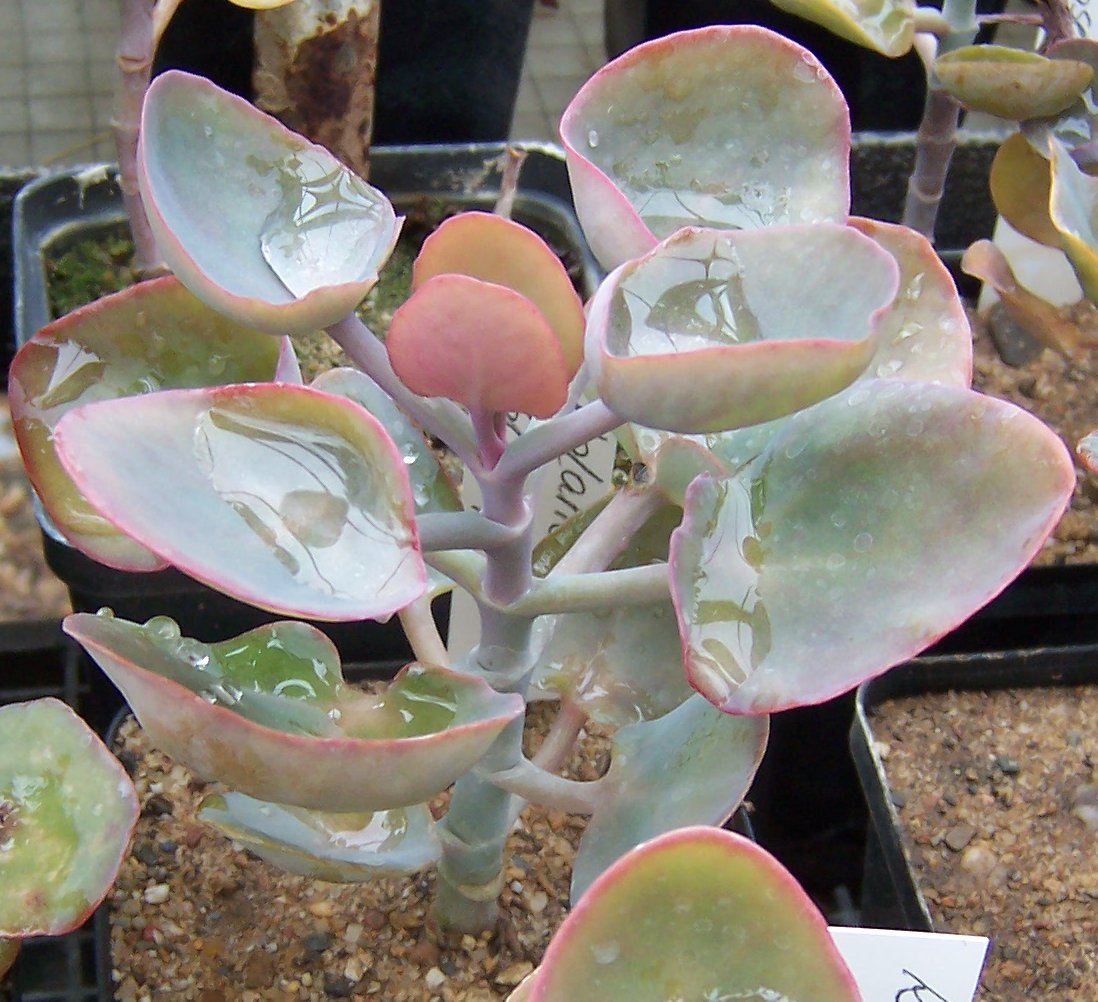